# 異人
異人（いじん、ことひと）は、「ちがう人・別人」という原義を持つ言葉。

## 概要
社会集団の成員とは異質なものとして認識された人物 であり、異界の住人、異国の人・異邦人・西洋人、普通でない性質を持つ人・優れた人・不思議な術を使う人 を意味する。共同体の外部から内部へ接触・交渉する形象、ともされている。
異人と呼ばれるものの例としては、「まつろわぬもの」・もののけ・語り部、霊的存在・まれびと、神・来訪神、宗教者・職人・商人・乞食・旅行者・巡礼者、難民・犯罪者・強制的に連行されてきた人々、被差別民・障害者 などもある。
異人の存在があるからこそ、共同体の人々は外との境界を区切り、秩序ある世界像を作ることができる。伝承において異人は、福を運んでくる存在として歓迎される（「客人歓待」）一方で、禍をもたらす存在として排除されたり犠牲に供されもする。
英語では“Outsider”（アウトサイダー）、“Stranger”（ストレンジャー）、“Alien”（エイリアン） 等と表記される。

## 文学
伝承を記録した『遠野物語』において、「異人は山の神」 とされており、そして山の神として扱われているのは山男・山女 である。
木原泰紀によると「航海するオデッセウスも、まさしく異界を彷徨うダンテも、荒野を行く狂人リアも、南海の孤島に暮らすロビンソン・クルーソーも、皆異人の面差しを纏っている」。一方で「巨人」、「侏儒」（小人）、奇形の女性といったフリーク、ジプシー、物乞い、浮浪者、見世物師も社会から排除されるか非定住的であるため「異人」だという。
桃尾美佳によると吸血鬼（ドラキュラ伯爵）は、前近代的な東方（東洋世界）から帝国へ訪れる異人である（同時に帝国主義的欲望の鏡像である）。
徐忍宇（ソ イヌ）は文学の主人公達をみんな「異人」であると見なしている。また、一般の女性もあらゆる社会で「内なる他者」として扱われてきたという意味では「異人」であり、社会的脆弱者全体も「異人」に収斂されるという。特に『箱男』の登場人物達という異人は「半人半獣」である。

### 異人と物語の発生
木原いわく、「まつろわぬもの」（朝敵として排斥された人々）、「もののけ」（鬼や怨霊）、語り部（盲目の琵琶法師など）は異人である。そして異人はモノでもあり、モノ（語り部）がモノ（まつろわぬもの・もののけ）を語ることが「物語」である。すなわち、「物語」とは元来、異人が異人を語ることである。
そして琵琶法師は、西洋での盲目の吟遊詩人ホメロスに相当する。吟遊詩人を意味する“minstrel”には元来は「道化」の意味があるが、道化師ラヒア（Rahere）も“minstrel”であり、道化師ラヒアはバーソロミューの市（いち）を開いた。その発端となった場所は、聖バーソロミュー小修道院および聖バーソロミュー病院の傍である。このことから、木原は「異人と芸能を巡る強い結びつき」を指摘する。また、”minstrel“の役割には“story-telling”が含まれている。「まさしく道化が道化の生活を、或いは異人が異人を語っている」とし、これを東洋西洋における「物語の原初的な発生形態」と述べている。

## 民俗学
民俗学において折口信夫は、海の彼方にあると信じられている他界・常世から定期的に来訪する霊的存在を「まれびと」と呼んだ。また、岡正雄は、年に一度季節を定めて他界から来訪する仮面仮装の神を「異人」と呼び、日本とメラネシアに共通の現象として指摘した。
従来の民俗学では「異人歓待」や「異人殺し」を中心にしつつ、個別事例を対象にして分析が進められてきた。例えば、秋田のナマハゲや沖縄八重山のアカマタ・クロマタのような、村落あるいは社会の外部から来訪し幸福をもたらすまれびとや、六部・山伏をはじめとする遍歴の宗教者などが対象にされていた。これに対し、通文化的（特定の時代・地域に限定されない）分析を可能にする概念として、「異人」という言葉が使われ始めたのである。
小松和彦は、「異人」を四種に類型化している。
1. ある社会集団を訪れ、一時的に滞在し、所用が済めばすぐに立ち去っていく人々。例：遍歴（広く各地を巡り歩くこと、いろいろな経験を重ねること）する宗教者や職人・商人・乞食、旅行者、巡礼者など。
2. ある社会集団の外部から来て定着した人々。例：難民、商売や布教を目的とする商人や宗教者、社会から追放された犯罪者、強制的に連行されてきた人々など。
3. ある社会集団が、その内部から特定の成員を差別・排除することで生まれてくる人々。例：前科者や障害者など。
4. はるか彼方に存在し、想像上で間接的にしか知らない人々。例：外国人や、異界に住むと信じられている霊的存在など。

「異人」という概念が生まれる時とは、ある集団が異質の存在だと規定し始めた人物認識が生じた時である。

## 心理学
井上嘉孝によれば、世界が内部・外部に二分されていた時には、人々はみずからの「影」を「異界」および「異人」として体験していた。しかし「異界」という観念が薄れていくと、内面化された「異界」は「無意識」と名づけられたという。

## その他
- 古代日本では、日本列島とその周辺地域（ただし大和連合の内国外）の異民族も異人と称した。『大宝律令』には、毛人（エミシ・蝦夷人）、肥人（クマヒト・肥前、肥後人）、阿麻弥（アマミ・奄美人）らの類を「異人」と記し、「隼人・毛人を本土（内国）では異人と謂ふなり」とも記述している。
- 女流文学の『更級日記』（11世紀中頃成立）では、異人と書いて、「ことひと」と読ませている（王朝時代に用いられた訓読みの記述例）。